# Ceice
Ceice (in greco antico: Κήϋξ?, Kéyx) è un personaggio della mitologia greca. Fu re di Eraclea Trachinia.

## Genealogia
Figlio di Espero o di Eolo e fratello di Dedalione, sposò Alcione.

## Mitologia
Ceice ed Alcione si amarono così tanto che giunsero a chiamarsi tra di loro con i nomi degli dei Zeus ed Era. Il re degli dei si indignò per questo affronto e, volendosi vendicare, scatenò una tempesta non appena vide Ceice in viaggio nel mare, facendolo annegare. La sua ombra apparve ad Alcione che, rendendosi conto della morte del marito, si gettò nelle acque per raggiungerlo.
Gli Dei, commossi, ne ebbero pietà e trasformarono i due amanti in alcioni (un tipo di uccello, probabilmente un martin pescatore o una specie di gabbiano). Tanto legati erano al mare che fecero il loro nido lì vicino. Purtroppo, esso veniva continuamente distrutto così Zeus, rimasto sconvolto dalla loro tenacia, decise di placare il mare per sette giorni, prima e dopo il solstizio d'inverno, affinché potessero riprodursi.
Gli alcioni vennero consacrati a Teti poiché erano il collegamento tra cielo e mare. Divennero anche il simbolo di una celere pace e tranquillità.